# Distrito de Coris
El distrito de Coris es uno de los cinco que conforman la provincia de Aija, ubicado en el departamento de Áncash, en el Perú. Limita 
por el Norte con la provincia de Huaraz, por el Este con los distritos de La Merced, Aija, Huacllán y Succha y por el Suroeste con la provincia de Huarmey.

## Seudónimo
También es conocido como el "Distrito Dorado", debido a que sus paisajes brillan cuál resplandor oro se tratase.

## Historia
El distrito fue creado el 10 de febrero de 1922 mediante Ley N.º 4488. Desde el 21 de diciembre de 1907 había pertenencido al Distrito de Huayan, pero después había pasado a pertenecer a la Provincia de Huaraz.

## Geografía
Tiene una población estimada mayor a 1000 habitantes. Su capital es el pueblo de Coris.

## Autoridades

### Municipales
- 2015 - 2018[1]
  - Alcalde: Alex Zaguri González Anaya, del Movimiento Independiente Regional Río Santa Caudaloso.
- 2011 - 2014
  - Alcalde: Mansueto Pitman León Romero, del Partido Aprista Peruano (APRA).
- 2015 - 2018
  - Alcalde: Noé Hugo Trinidad Zarzosa.
- 2019 - 2022
  - Alcalde: Orley Pragmasio Salvador Lugo, del Partido Alianza Para el Progreso  (A).
- 2023 - 2026
  - Alcalde: Luis Barba Maguiña , del Partido Movimiento Regional Agua ().